# De volksvriend: maandblad van de Nederlandsche Vereeniging tot Afschaffing van Sterken Drank

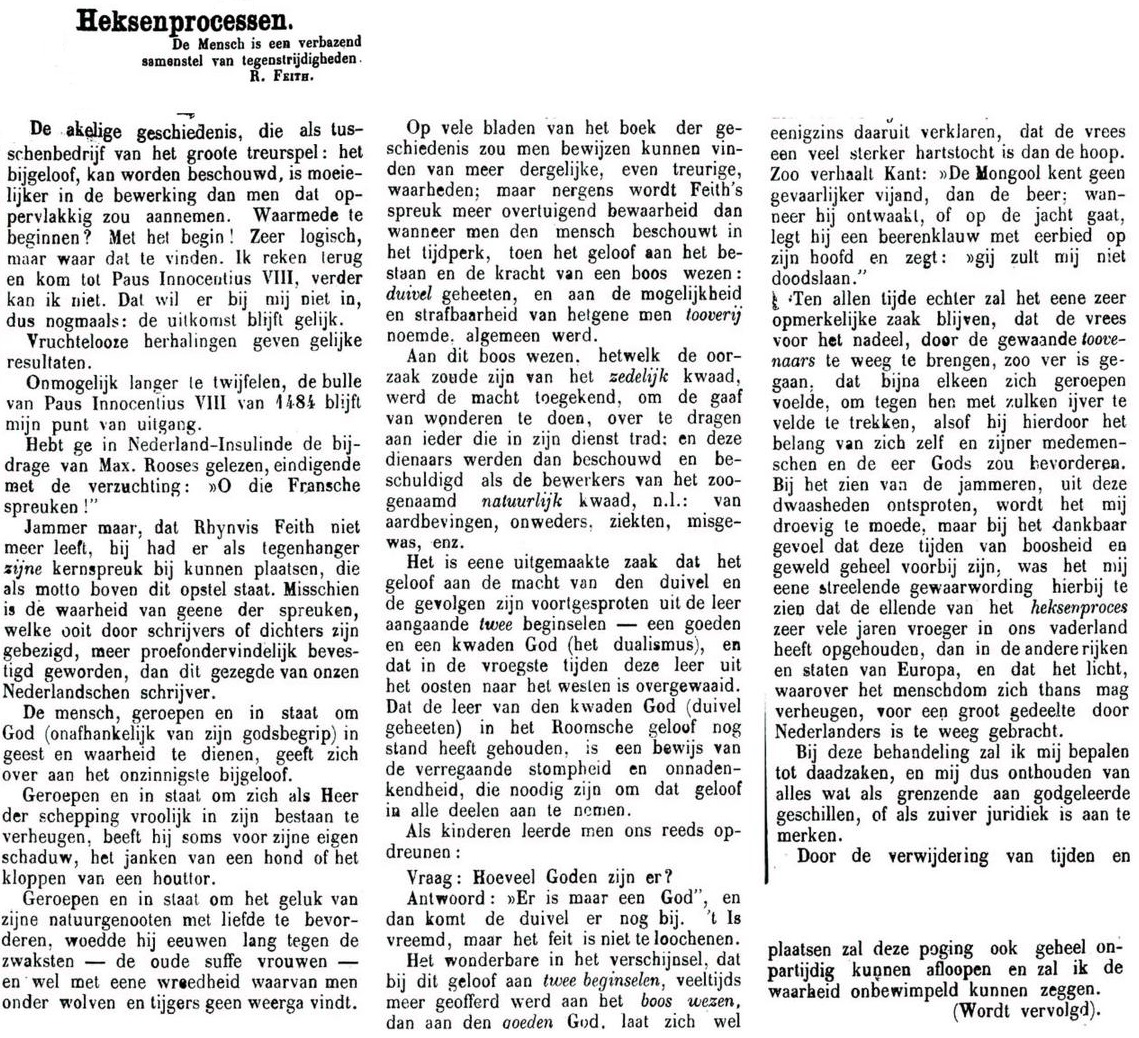
Uit De volksvriend (2 februari 1884)

De volksvriend: maandblad van de Nederlandsche Vereeniging tot Afschaffing van Sterken Drank verscheen tussen 1846 en 1899 maandelijks (en tussen januari 1873 en januari 1894 tweewekelijks).
De Volksvriend was het orgaan van de Nederlandsche Vereeniging tot Afschaffing van Sterken Drank. Deze vereniging werd in 1842 opgericht. Men richtte zich, conform de naam, vooral op de bestrijding van gedestilleerde drank, later werd de vereniging onderdeel van de algemenere geheelonthoudersbeweging. In 1899 ging het tijdschrift op in Sluit Schiedam: orgaan voor drankbestrijding, dat vanaf 1893 verscheen.